# Distretto di Baranivka
Il distretto di Baranivka (in ucraino Баранівський район?, Baranivs'kyj rajon) era un distretto dell'Ucraina, situato nell'oblast' di Žytomyr. Il suo capoluogo era Baranivka. È stato soppresso in seguito alla riforma amministrativa del 2020.